# Айова (округ, Айова)
Шаблон:StateAbbr_ 41°41′10″ пн. ш. 92°04′01″ зх. д. / 41.686111111111° пн. ш. 92.066944444444° зх. д.
Округ Айова (англ. Iowa County) — округ (графство) у штаті Айова, США. Ідентифікатор округу 19095.

## Історія
Округ утворений 1843 року.

## Демографія
За даними перепису
2000 року
загальне населення округу становило 15671 осіб, усе сільське.
Серед мешканців округу чоловіків було 7635, а жінок — 8036. В окрузі було 6163 домогосподарства, 4300 родин, які мешкали в 6545 будинках.
Середній розмір родини становив 3,03.
Віковий розподіл населення поданий у таблиці:
| Стать    | До 15 років | 15-21 | 22-29 | 30-39 | 40-49 | 50-65 | 65-85 | Понад 85 |
| -------- | ----------- | ----- | ----- | ----- | ----- | ----- | ----- | -------- |
| Чоловіки | 1720        | 661   | 575   | 1119  | 1296  | 1163  | 970   | 131      |
| Жінки    | 1716        | 657   | 574   | 1129  | 1212  | 1168  | 1221  | 359      |

## Суміжні округи
- Бентон — північ
- Лінн — північний схід
- Джонсон — схід
- Вашингтон — південний схід
- Кіокак — південь
- Повешік — захід
- Тама — північний захід

## Виноски
1. ↑  U.S. Decennial Census. United States Census Bureau. Архів оригіналу за 26 квітня 2015. Процитовано 17 липня 2014.
2. ↑  Historical Census Browser. University of Virginia Library. Архів оригіналу за 11 серпня 2012. Процитовано 17 липня 2014.
3. ↑  Population of Counties by Decennial Census: 1900 to 1990. United States Census Bureau. Архів оригіналу за 22 квітня 2014. Процитовано 17 липня 2014.
4. ↑  Census 2000 PHC-T-4. Ranking Tables for Counties: 1990 and 2000 (PDF). United States Census Bureau. Архів оригіналу (PDF) за 18 грудня 2014. Процитовано 17 липня 2014.
5. ↑  State & County QuickFacts. United States Census Bureau. Архів оригіналу за 7 червня 2011. Процитовано 17 липня 2014. [Архівовано 2011-06-07 у Wayback Machine.](англ.) Наведено за англійською вікіпедією.
6. ↑  American FactFinder. Бюро перепису населення США. Архів оригіналу за 26 лютого 2012. Процитовано 31 січня 2008. [Архівовано 2008-05-21 у Wayback Machine.]

| США | Це незавершена стаття з географії США. Ви можете допомогти проєкту, виправивши або дописавши її. |